# Dubai Duty Free Tennis Championships 2014
Die Dubai Duty Free Tennis Championships 2014 sind ein Tennisturnier der WTA Tour 2014 für Damen und ein Tennisturnier der ATP World Tour 2014 für Herren in Dubai. Das Damenturnier der WTA findet vom 17. bis 22. Februar 2014 statt, das Herrenturnier der ATP vom 24. Februar bis zum 1. März 2014.
Titelverteidiger im Einzel ist Novak Đoković bei den Herren sowie Petra Kvitová bei den Damen. Im Herrendoppel die Paarung Mahesh Bhupathi und Michaël Llodra, im Damendoppel die Paarung Bethanie Mattek-Sands / Sania Mirza.

## Herrenturnier
→ Qualifikation: Dubai Duty Free Tennis Championships 2014/Herren/Qualifikation
Mit dem Finalsieg über Tomáš Berdych gelang Roger Federer sein 78. Turniersieg im Einzel. Das Doppelfinale konnten Rohan Bopanna und Aisam-ul-Haq Qureshi gegen die topgesetzte Paarung um Daniel Nestor und Nenad Zimonjić für sich entscheiden.

## Damenturnier
→ Qualifikation: Dubai Duty Free Tennis Championships 2014/Damen/Qualifikation
Den Einzeltitel der Damen gewann die mit einer Wildcard ins Turnier gestartete Venus Williams gegen Alizé Cornet. Den Doppeltitel sicherten sich Alla Kudrjawzewa und Anastasia Rodionova im matchtiebrake gegen Raquel Kops-Jones zusammen mit Abigail Spears.